# Культура Північної Македонії
Культура Північної Македонії репрезентує симбіоз народних традицій та здобутків сучасності, характеризується розмаїттям та становить важливий компонент національного розвитку Північної Македонії, спільне духовне надбанням всіх етнічних груп країни.

## Музика
Македонія — країна з дуже багатою музичною культурою, яка сформувалася під впливом слов'янських та візантійських мотивів і є зразком високорозвинутого народного мистецтва. Музика представлена національними піснями і танцями, які характерезуються виключною різноманітністю мелодії та ритму. Балканці бережуть свої традиційні пісні, популярні виконавці записують цілі альбоми народної музики. Важко знайти настільки ж ніжні, відкриті, душевні мелодії. А неповторне звучання їм дарують стародавні музичні інструменти — тапан, зурла, кавал, гайда, тамбура, дудук, шупелка. Для балканських музикантів, як і для інших мешканців гір, притаманно використання переважно духових інструментів.
Історичний розвиток македонської музики тісно пов'язаний з іншими сегментами духовного життя — від прадавніх часів і дотепер. В давнину музичні прояви були частиною магічних обрядів. Вже тоді існувала велика кількість тонів, мелодій і ритмів, значна частина яких збереглися і в сучасних ліричних творах. Деякі історики вважають, що Орфей мав тракійсько-македонське походження — його мати Каліопа була дочкою македонця Пієра, засновника південномакедонської держави Пієрії. Римський географ Помпоній писав, що ця держава була центром багатьох музичних шкіл.
Перші македонські композитори з'явились в XIX-XX ст. Серед них неодмінно слід згадати Атараса Байдера. Між двома Світовими війнами, з'явилось покоління композиторів, робота і творчий потенціал яких розвинувся після 1945 року. До даного покоління належать Штефан Гадждов, Зайвко Файїртов, Траджко Прокопиджев, і Тедор Сколовський. Нове покоління композиторів яке з'явилось після Другої Світової війни, вплинуло на формування опери, симфонічної та інструментальної музики, на інші жанри. Серед цих великих імен варто відзначити Властимир Ніколовськи, Благоджа Івановськи, Томислав Зогравськи, Тома Прозев та інші. Музичні установи Македонії, наприклад, Македонський Філармонійний оркестр, Опера, Балет, Консерваторія і Фольклорний інститут, зробили свій внесок в розвиток музичного життя в Македонії з 1945 року.
Щорічно в Македонії проводиться безліч барвистих фестивалів та ярмарків. Найпомітнішими і значущими з них можна назвати «Фестиваль Літа Охрида», що проходить в Охриді; «Вечори Поезії Struga» — в Струга; «Балканський Фестиваль Народу» — в Охриді; «Травневі Оперні Вечори» — в Скоп'є; «Фестиваль Старих Міських Пісень» — в Охриді; «Міжнародний Джазовий Фестиваль» — в Скоп'є. Як видно, Охрид — культурна, точніше навіть музична, столиця Македонії.
«Фестиваль Літа Охрида» — це, мабуть, один з найбільших і найважливіших фестивалів музики в Македонії. Вперше він був організований ще 1961 року в церкві Святої Софії. Сьогодні у фестивалі беруть участь провідні музиканти та ансамблі найвідоміших європейських і світових центрів музики. У «Фестивалю Літа Охрида» склалися власні звукові концепції. Проводиться він щорічно протягом майже півтора літніх місяців — з 12 липня до 20 серпня. За всі роки, протягом яких проводиться Фестиваль, в ньому взяло участь більше 30 000 музикантів і виконавців. Кожен Фестиваль намагаються проводити в новому місці, вибираючи з найцікавіших, історично значущих.
Македонія добре відома надзвичайно багатим фольклором.
Традиції світської музики з'явилися в кінці 19 — початку 20 ст. У 1907 виникло співоче товариство «Вардар», а з 1930-х років — професійні музичні колективи. Перша театральна трупа в Скоп'є з'явилася в 1901, в 1913 там же був відкритий перший постійний сербський Народний театр (з 1945 — Македонський народний театр), 1947-го при цьому театрі була створена оперна трупа. Всього в 1994 в країні налічувалося 10 театрів (за винятком малих сценічних майданчиків) і 6 симфонічних оркестрів.
З прийняттям християнства з'явилася релігійна музика, яка так і не змогла повністю витіснити язичницькі звичаї.
Протягом віків територія Македонії перебувала під впливом римлян, норманів, хрестоносців та інших народів, і це теж знайшло своє відображення як у вокальній, так і в інструментальній традиції.

### Власна музична ідентичність
Початок власної музичної ідентичності македонці пов'язують з кінцем IX-початком Х ст. н. е. Учень солунських братів Кирила і Мефодія — Святий Климент Охридський — уклав свій Пентикостар (збірник пісень що співалися на Великдень і Духовден). Найважчим періодом для розвитку македонської музики був період османського поневолення. Єдиними місцями, де існувало хоч якесь музичне життя, були церкви й монастирі.

## Свята

### Ксантика
Ксантика — це антично-македонське свято весни і приходу сонця на землю бога Македона. Саме слово «ксантика» означає світло (ксан — перший весняний місяць за давньомакедонським календарем, ймовірно, така назва утворилося від слів «кон сонцето» (за сонцем). За старомакедонськими міфічними переказами, воно походить від імені богині квітів Ксантії, в яку був закоханий бог Македон і яка через заздрість богів Пантеону була перетворена на квітку. Свято Ксантика тривало цілий місяць. В ньому вільно брало участь все населення. Ксантика прославлялася спонтанно та з неймовірним ентузіазмом як свято весни, квітів, краси і надій, і особливо як свято душі, що символізуввало домінування пробудженого весняного світла над темнотою та злом в природі і людині. Македонці вірили, що в час Ксантики відбувається очищення душі і прощення гріхів. Символом цього свята була переплетена червоно-біла мотузка, червоний колір якої означав життя і сонце, а білий — чистоту і оновлення (а за однією з гіпотез — священного білого дельфіна, що був знаком особливої прихильності богів), у поєднанні ж ці фарби символізували гармонію світу.
Протягом святкування звучали чарівні звуки тапанів, горнів, зурл, кавалів, лунали пісні, танцювалися ора в усіх населених містах, селах, в усіх долинах і горах. Сучасні дослідники вважають, що Ксантика відіграла ключову роль у світогляді македонців, була і є джерелом їхньої духовної сили, становить собою синонім македонської етнічної ідентичності. Ксантика залишилася незнищенною до теперішнього часу, тому що є невід"ємною частиною весняних традиційних святкувань, що номінально хоч і вважаються християнськими, святкуються абсолютно по-язичницьки і повторюють всі обрядові дійства віковічної Ксантики. В окремих македонських регіонах і сьогодні можна побачити червоно-білі символи, відомі як «мартинки»Ксантика.

### Дудула
Літо в Македонії доволі спекотне, температура може підніматися до 35-40 градусів за Цельсієм, тож тривала посуха вкрай негативно відображається на врожайності — гине збіжжя, перестають рости овочі, фрукти, бракує корму для овець та корів, а це неминуче призводить до голоду. Щоб змилостивити богів, в окремих македонських поселеннях проводили спеціальний магічний обряд під назвою «дудула», метою якого було вимолити дощ у вищих сил, які керують природою. За звичаєм, його влаштовували декілька молодих дівчат з небагатих родин. Отримавши батьківську згоду, вони збиралися всі разом, вибирали одного 10-12 річного хлопчика-сироту (рідше — дівчинку) та прикрашали його з голови до ніг різноманітними травами, гілками дерев, примовляючи:
«Аjде Боже, поможе, што радим да направи. Послушај ни Боженце, ние сме сиромаси и ќе умрем за леп. Пожали не Господичко и Богородичко! Дај Божичко, дожд — земја да натопи, трева да поникне, бериќет да се роди, сиромаси да не мриат…»
Вдягнувши «дудула», кожна дівчина-«дудуларка» брала якусь ємність для води і невелику торбину, після чого всі учасники дійства вирушали від хати до хати у своєму селі. Прийшовши на подвір"я, співали:
«Вај дудуле! Дај Боже, дожд, да се роди жито — просо, да се ранат сирачета, ситачета, сиромаси»
Цю церемонію завершували благословенням:
«Како тече вода по Ката (името на дудулата) така да врне дожд, земја да топи, берекет да се роди».
Господиня (чи хтось інший з домашніх) відповідала:
«Амин, да сте живи, дај Боже — што радите да ве чуе и до час земја да натопи, земја да се соживи, изгорехме од оѓин…»
,
Після цього господиня і дарувала хлопчикові гроші, а дівчатам — борошно, крупу, фрукти, овочі. Обійшовши односельчан, «дудуларки» одягали дитину-«дудула» в новий, попередньо підготовлений, одяг, і подякувавши, відпускали додому.

### Галичка Свадба
Кожного року в День Св. Петра (12 липня) у селі Галичник македонці влаштовують справжнє народне гуляння під назвою «Галичка свадба». Головними учасниками дійства є двадцять молодих пар, що одружуються (їх на конкурсній основі вибирає спеціальна комісія, при цьому хоча б один з майбутнього подружжя має бути родом із с. Галичник). Галичка свадба — яскравий приклад традиційного македонського весілля, що охоплює понад 30 давніх обрядів, серед яких — заквітчування хати, замішування святкового хліба, запрошення померлих, вдаряння у барабани, танець свекрухи, носіння молодої на воду, обряд розглядування нареченого через золотий перстень.
В Македонії прийнято, що молода у святковому одязі на коні приїжджає до своєї нової домівки, і там поклоняється двом священним місцям у домі — порогам та вогнищу (печі). Кожна обрядова дія супроводжується величезною кількістю пісень і танців. У зв"язку з оригінальністю та унікальністю Галичка Свадба є важливою справою у збереженні духовного спадку македонського народу та знаходиться під опікою ЮНЕСКО.

## Весілля
Весільний процес в Македонії багато в чому подібний до українського. Складається він з 5 основних частин: запрошення гостей, ходіння по наречену, церемонія одруження в органі реєстрації громадянського стану, церемонія одруження в церкві й весільної забави.

### Запрошення гостей
Весільний звичай починають у п'ятницю, із запрошення гостей. Формуються групи по три особи, дівчата, одягнені в святковий народний одяг ходять від хати до хати по родичах, друзях, сусідах, пригощаючи їх калачами і ракією, та просять прийти на весілля до молодих.

### Забирання нареченої з її дому
Свати збираються у дворі або в хаті молодого, де в цей час лунають співи і грає народна музика, і разом йдуть по старосту та кума. Зібравшись, всі вирушають по наречену. Дорогою весільна процесія супроводжується співами, музикою, вистрілами з пістолів і гармат. Свати приходять до воріт молодої, а в цей час там стоять дівчата від нареченої і зупиняють їх. Тоді свати, за звичаєм, дають дівчатам гроші, щоб вони їх пропустили. Після того заходять до хати, де в одній із кімнат є зачинена наречена, яку стереже брат (рідний або двоюрідний). Брат не пускає нареченого, вимагаючи грошей. Коли той «викупить» молоду, вона виходить і вітає гостей, цілує їх у руку і запрошує на святкову трапезу у дворі або в домі.

### Державна реєстрація одруження
Державна реєстрація одруження здійснюється згідно з протоколом, встановленим законом. Молодят запитують, чи є їхній вибір вільним і чи бажають вони створити сім'ю, про що наречені розписуються у відповідному документі.

### Вінчання у церкві
Вінчання у Македонській Православній Церкві здійснюється за звичайним для всіх православних християн сценарієм — священик перед вівтарем запитує чи молоді вільно вибрали собі життєвого супутника, одягаються обручки, і після цього наречених коронують, увіковічнюючи таким чином їхню любов. Протягом всього часу кум та староста тримають запалені свічки. Наприкінці обряду староста і кум виносять полотно, яким зв'язують молоду пару, щоб вони жили спільно у злагоді. Вінчання не дозволяється проводити під час постів. Важливою умовою є й те, що наречений, наречена, кум і староста повинні бути охрещеними перед тим, як братимуть участь в таїнстві вінчання. Коли всі вийдуть із церкви, мати нареченого (свекрва) обсипає молодят зерном і монетами, бажаючи щоб вони жили в достатку і були щасливими.

## Народне мистецтво
Македонці завжди були тісно пов'язані з Батьківщиною і шанували свої традиції, передаючи їх з роду в рід, створюючи нову, рідкісну і незвичайну духовну культуру з цікавими національними особливостями. Македонці — творці вражаючої поезії, фольклору і музики, вони зберегли вагому культурну спадщину навіть сьогодні — мистецтво Македонського фольклору, у якому праслов'янська культура поєдналася з візатійськими і турецькими нотками. Проте, хоч македонський фольклор і охоплює екзотичні елементи, він завжди розвивався незалежно та унікально.
Народне мистецтво було простим, красивим і практичним. Предмети домашнього вжитку, навіть суто практичні, були естетично оформлені.
Особлива увага приділялася одягу і прикрасам. Традиційні костюми — найхарактерніші і численні приклади народної культури. Декоративна македонська вишивка живописих кольорів надавала одягу оригінальності. Жіночий одяг яскраво прикрашався. Найчастіше вишивка виконувалася шерстяними або шовковими нитками різних відтінків червоного кольору. Світло-червоний особливо притаманний для околиць міст Прілеп, Бітола, Охрид. Жіночий одяг Скопського регіону прикрашався чорною вишивкою.
Оскільки в Македонії поширене вівчарство, значного розвитку набуло ткацтво. Особливо славилися килими з Охрида, Прілепа, Крушево. Вони по-справжньому коштовні — завдяки красі, багатим прикрасам і гармонійним кольорам.
Металеві предмети для щоденного вжитку, що виготовляються ковалями, мають артистичні форми і мають ручної роботи гравюри або рельєф на поверхні. Ці мідні кулі дуже поширені в Македонії, особливо в містах. Вони мають відмітні форми і оригінальні лінії і є добре комбінованими функціональними об'єктами.
Кераміка в Македонії розвивалася багато століть, і продовжує розвиватися сьогодні. Македонська кераміка була відома своїми древніми формами, які створювали монументальне вираження об'єктів. Предмети кераміки виготовлялися з глини і прикрашалися простими засобами: кольорами, графітом, рельєфами. Своїми різноманітними формами і багатим оздобленням вони створюють враження високого художньо-технічного рівня.
Важливою частиною народного мистецтва Македонії в усі часи була декоративна різьба по дереву, які можна помітити в оформленні інтер'єру та екстер'єру будинків і храмів.
Засноване на місцевих традиціях образотворче мистецтво розвивалося в 1920-ті роки, воно несе на собі відбитки архаїзму; в останні роки македонські художники і скульптори освоюють стилі сучасного мистецтва.
У 1967 була заснована Македонська академія наук і мистецтв. Є кілька наукових інститутів і товариств. По всій країні діють 17 музеїв. Більшість з них зосереджена в Скоп'є. Серед них найбільш відомі: Національний музей, Македонський музей природної історії, Музей сучасного мистецтва, Музей міста Скоп'є, Музей мистецтва Македонії.

## Архітектура
У Північній Македонії збереглися сліди культури Древньої Македонії — провінції Римської імперії, а потім історичної області Македонії. На території Північної Македонії виявлені залишки жител і кераміки (судини, моделі будинків, фігурки людей і тварин) неоліту і бронзової доби, залишки кругових поселень, кам'яних і глинобитних будинків, укріплень, викладених насухо з необтесаного каменю; пам'ятники мистецтва іллірійців (в тому числі близькі давньогрецької архаїки золоті маски і ін. з Требеніште поблизу Охрида, VI ст. до н. е.).
З поселень з II ст. до н. е. формувалися міста (Стобі, Скупі поблизу Скоп'є, Гераклея поблизу Бітоли), що існували до ранньовізантійського часу (збереглися руїни палаців, базилік, мозаїк і фресок, творів скульптури). У VI — початку VII ст. з'являються художні пам'ятки давніх слов'ян, що заселили територію Північної Македонії.
До VI ст. відносяться залишки циклопічних оборонних стін Скоп'є, до XI ст. — Великого замку болгарського царя Самуїла поблизу Охрида, фортеці в Струміці. Характер середньовічної архітектури визначався впливом зодчества Візантії. Ранній тип культової архітектури на території Північної Македонії — тринефна базиліка з куполом і хорами, іноді з трансептом (базиліка св. Софії в Охриді, близько 1037-50).
У XII—XIV ст. утвердився тип хрестово-купольного храму з одним (церкви св. Климента в Охриді, 1295 р., і св. Михаїла та Гавриїла в Лесново, 1341 р.) або п'ятьма (церква св. Пантелеймона в Нерізі, 1164 р.) куполами. З кінця XIII в. фасади церков часто прикрашалися ошатною візерунковою кладкою з каменю та цегли. Будувалися і однонефні склепінні церкви.
У Македонії збереглося безліч архітектурних пам'яток — будівель православних церков і монастирів, а також пам'ятників часів ісламського панування — мечетей, цивільних споруд і т. д. Після землетрусу 1963 року Скоп'є був перебудований за проектом японського архітектора К.Танге (1913 р.).

### Мечеті
В країні знаходиться величезна кількість культових споруд, найвідомішими з яких є Мечеть Єні та Мечеть Султана Мурада.

### Замки Македонії
Зважаючи на доволі довгу історію Македонії на її території збереглася велика кількість стародавніх та середньовічних храмів.

## Радіо та телебачення
Радіо та телебачення Македонії має у своїх активах понад 30 радіостанцій та 10 каналів.

### ЗМІ
Відносно великими тиражами виходять газети: македонською мовою «Нова Македонія» (25 тис. прим.) і «Вечір» (29 тис. прим.). Албанською мовою «Фляки є веллазеріміт» (4 тис. прим.) і турецькою — «Бірлік». З 1993 діє Македонське інформаційне агентство.
Ведеться мовлення на трьох радіо- і трьох телеканалах — македонською, албанською та турецькою мовами. Всього в Македонії 49 радіостанцій і 31 телестанція. Македонське населення володіє 410 тис. радіоприймачами і 510 тис. телевізорами. У Македонії близько 410 тис. телефонних ліній та понад 12 тис. мобільних телефонів. У 2001 було 100 тис. користувачів мережею Інтернет.

### Кінематограф
2019 року вийшов македонський документальний фільм режисерів Тамари Котевські та Любомира Стефанова «Медова земля» (мак. Медена земја). Світова прем'єра дебютувала на фестивалі «Санденс» 28 січня 2019 року. Кращий фільм року за версією The New York Times.